# Chozas de Arriba

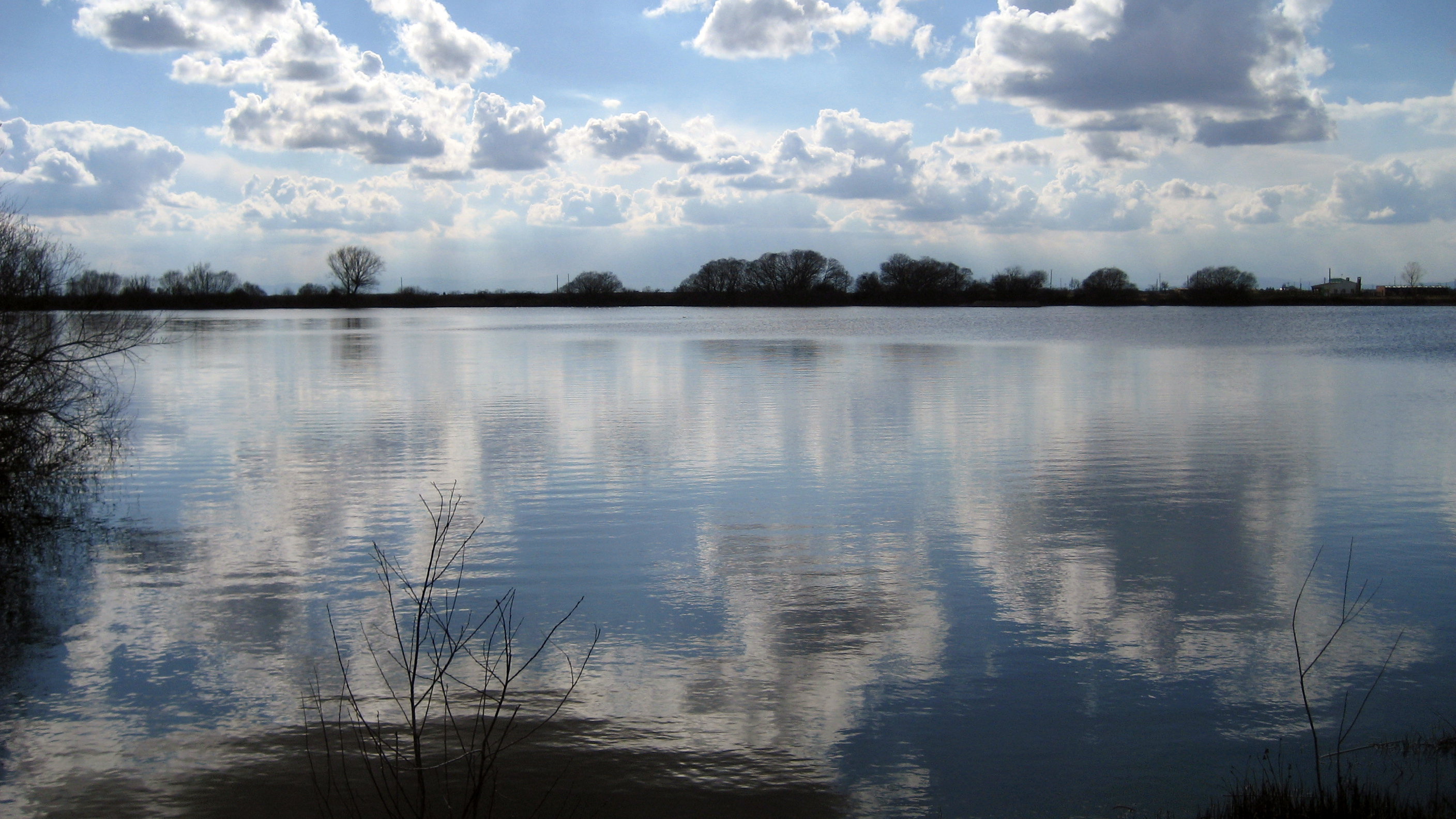
Llacuna de Chozas de Arriba

Chozas de Arriba és un nucli de població que pertany a Chozas de Abajo, a la província de Lleó.
El poble està situat en un pla de prats en el seu voltant. Mirant cap al nord s'aprecia al lluny una línia sinuosa de muntanyes, entre elles el Pic Polvoredo de Correcillas i les penyes calcàries de les Hoces del Torio.
El poble és d'encreuament o radial, és a dir, té forma d'estrella, els carrers convergeixen en un punt.
L'església, sota l'advocació de Sant Pere, conté un pòrtic on a mà dreta s'exhibeix una pila per a ablucions de l'aigua que arriba per un aguamanil tallat en pedra.

## Llacuna
Dista del poble una mica menys d'un quilòmetre. Els salces i mimbreres guarden el seu entorn. És un hàbitat ideal per a ànecs silvestres, polles d'aigua i estança en el camí de singladura per a aus migratòries. La seva longitud total és de 650 metres i la seva amplària de 530 metres.
Són tres llacunes consecutives i anomenades "L'Estany" a tot el conjunt.
- La primera llacuna rep el nom de "Codojal" i es va fer voltant-la amb carros de tapines, a força de treball en "facendera", tenint per finalitat regar els terrenys dedicats a cultivar cereals.

- La següent llacuna es denomina "de Terra" i es va fer al voltant de l'any 1941 i 1942. El mur, es va fabricar amb el material del mateix terreny, i cada veí havia de construir tants metres de mur en proporció a la superfície que anava a regar. A aquesta llacuna anava a parar el cabal de la "Font Blanca".

- La següent llacuna, que s'anomena "de Ciment" és més moderna, data de l'any 1951. En els seus començaments se li construí un mur de terra, però més endavant es construí de formigó. Van repoblar les aigües amb tenques i barbos. Ara hi ha també carpes i crancs americans.

Vista panoràmica de la llacuna de Chozas de Arriba